# Титовка (Жуковский район)
Титовка (Титово) — деревня в Жуковском районе Брянской области, в составе Гришинослободского сельского поселения. 
 Расположена в 1,5 км к западу от деревни Ходиловичи, на правом берегу Ветьмы. Население — 20 человек (2010).

## История
Возникла в начале XX века; до 2005 года входила в Олсуфьевский сельсовет.

### Другая Титовка
Ранее в этой же местности, в 8 км к югу (53°33′24″ с. ш. 33°46′50″ в. д.), существовала другая, более старинная деревня Титовка, иногда ошибочно отождествляемая с ныне существующей или указываемая как прежнее местоположение нынешней Титовки. В действительности же — это два разных населённых пункта, которые одновременно существовали в первой половине XX века, при этом ныне существующая деревня называлась «посёлок Титово».
«Старая» деревня Титовка упоминается с середины XIX века; состояла в приходе села Фошни, а с 1898 года — посёлка (нынешнего города) Жуковка. Была сравнительно небольшим поселением, и после Великой Отечественной войны уже не упоминается. В годы Советской власти входила в Гришинослободский сельсовет.

## Население
| Годы             | 1866 | 1926 | 1979 | 1989 | 2002 | 2010 |
| ---------------- | ---- | ---- | ---- | ---- | ---- | ---- |
| «старая» Титовка | 59   | 35   | —    | —    | —    | —    |
| Титовка (Титово) | —    | 172  | 73   | 37   | 33   | 20   |